# Love Is Colder Than Death
Love Is Colder Than Death är ett tyskt synt/darkwaveband bildat 1990.

## Medlemmar
Nuvarande medlemmar
- Maik Hartung — stråkinstrument, percussion, keyboard (1990–)
- Ralf Jehnert — sång (1997–)

Tidigare medlemmar
- Ralf Donis — sång (1990–1993)
- Sven Mertens – bakgrundssång, percussion, keyboard (1990–1993, 1997–2011)
- Susann Porter – sång (1990–1995, 2001–2011)
- Andrew Porter – trummor, sång (1993–1995)
- Manuela Budich – sång (1997–2000)
- Helen Landen – sång (live) (2000–2001)
- Anja Herrmann — sång, percussion (2012–2013)
- Justus Kriewald — keyboards, bakgrundssång, basgitarr (2010–2012)
- Uli Stornowski — percussion, flöjt, bakgrundssång (2012–2013)

## Diskografi
- 1991 – Wild World (EP)
- 1991 – Teignmouth
- 1992 – Mental Traveller
- 1994 – Oxeia
- 1995 – Spellbound (CD Maxi)
- 1995 – Auter (samlingsalbum)
- 1999 – Atopos
- 2003 – Eclipse
- 2004 – Inside The Bell
- 2006 – Time (samlingsalbum)
- 2013 – Tempest